# On a Roll
«On a Roll» —en español: «Estoy en Racha»— es una canción de la cantante estadounidense Miley Cyrus, que se presenta bajo el apodo de «Ashley O». La canción apareció en el tercer y último episodio de la quinta temporada de la serie de televisión de ciencia ficción Black Mirror, «Rachel, Jack and Ashley Too». El episodio se emitió originalmente el 5 de junio de 2019, y la canción se distribuyó posteriormente como sencillo el 14 de junio de 2019, por RCA Records y The Null Corporation. El lado B, «Right Where I Belong», es una versión de la canción de Nine Inch Nails «Right Where It Belongs», de su cuarto álbum With Teeth (2005). Reznor, según se informa, aprobó las adaptaciones y lanzó adicionalmente mercancía con la temática de Black Mirror para coincidir con la transmisión del episodio.

## Desarrollo y composición
La canción interpola elementos de la canción «Head Like a Hole», de la banda de rock estadounidense Nine Inch Nails, de su álbum de estudio debut Pretty Hate Machine (1989). De esta manera, «On a Roll» acredita al líder de Nine Inch Nails Trent Reznor como el compositor, y fue producida por el trío de producción The Invisible Men. El creador de Black Mirror Charlie Brooker obtuvo el permiso de Reznor de usar la canción para luego re-escribirla de manera "más positiva" con el propósito de yuxtaponer los "conceptos oscuros" del episodio. La canción está escrita en clave Sol mayor en tiempo común, con un ritmo de 122 latidos por minuto. El coro de la canción (Hey yeah woah-ho) ha sido ampliamente malentendido como (Hey, I'm a hoe —en español: "Hey, soy una puta"—), ejemplo de una pomporruta.

## Recepción de la crítica
En una crítica positiva, Brittany Spanos de Rolling Stone declaró: "La oscuridad subyacente y la desconexión de saber que una versión cursi y capitalista de un clásico de Nine Inch Nails no debería funcionar, pero inexplicablemente lo hace, parece más peligroso incluso que lo que [Cyrus] ha podido hacer antes". Andrew Unterberger de Billboard asumió que la canción se convertiría en un éxito mayor que el sencillo anterior de Cyrus, «Mother's Daughter», y comparó a Ashley O con Cyrus al principio de su carrera, escribiendo: "Es Miley Cyrus liberada de la narrativa. Probablemente te ayude a disfrutar de 'Rachel, Jack y Ashley también', considerando cómo los primeros años de la carrera de Cyrus fueron moldeados por personas que no necesariamente tenían en mente la misma visión artística o los mejores intereses con Cyrus, y cómo ella finalmente sintió la necesidad de romper con eso. ¿Pero la canción? Es simplemente un bop, una que no requiere conocimiento de Pretty Hate Machine para apreciar su pegadiza y motivacional, aunque un poco absurda, letra".

### Reconocimientos
En julio de 2023, el periódico The New York Times clasificó a «On A Roll» como la tercera mejor canción para la playlist no oficial de Barbenheimer (fenómeno de internet resultado del estreno simultáneo de las películas Barbie y Oppenheimer, las cuales son diametralmente opuestas en género).

## Vídeo musical
El video musical oficial de «On a Roll» se lanzó el 13 de junio de 2019, en el canal oficial de Netflix en YouTube.
Andrew Unterberger de Billboard describió el video como "[dividiendo] las diferencias entre la Gaga de la era de «Bad Romance» y la Katy Perry de la era de «California Gurls» de una manera que sin duda lo habría convertido en un éxito de YouTube".

## Presentaciones en vivo
Miley Cyrus interpretó «On a Roll» y «Head Like a Hole» en vivo el 30 de junio de 2019, durante su presentación en el Festival de Glastonbury 2019 en Pilton, Somerset.

## Formato y lista de canciones
Todas las canciones escritas y compuestas por Trent Reznor.

| Mundial – Descarga digital y streaming |                        |          |  |
| N.º                                    | Título                 | Duración |  |
| 1.                                     | «On a Roll»            | 2:34     |  |
| 2.                                     | «Right Where I Belong» | 2:11     |  |
| 4:45                                   |                        |          |  |

| Mundial – Descarga digital y streaming – On a Roll Remixes |                                    |          |  |
| N.º                                                        | Título                             | Duración |  |
| 1.                                                         | «On a Roll» (DallasK remix)        | 3:04     |  |
| 2.                                                         | «On a Roll» (Basic Tape remix)     | 3:00     |  |
| 3.                                                         | «On a Roll» (KDA remix)            | 3:10     |  |
| 4.                                                         | «On a Roll» (Junior Vasquez remix) | 4:23     |  |
| 5.                                                         | «On a Roll» (Wax Wings remix)      | 3:50     |  |
| 17:27                                                      |                                    |          |  |

## Créditos y personal
Créditos adaptados para Tidal.
- Miley Cyrus - vocales
- Chiara Hunter – voz de fondo
- The Invisible Men – producción, ingeniería de mezcla
- Dylan Cooper – piano, programación
- George Astasio – piano, programación
- Jason Pebworth – piano, programación
- Jon Shave - piano, programación, registro de ingeniería
- Murray C. Anderson – ingeniería de mezcla
- Jethro Harris – asistente de ingeniería

## Posicionamiento en listas
| Listas (2019)                                   | Mejor posición |
| ----------------------------------------------- | -------------- |
| Australia (ARIA)                                | 86             |
| Canadá (Canadian Hot 100)                       | 77             |
| Escocia (Official Charts Company)               | 44             |
| Eslovaquia (Singles Digitál Top 100)            | 31             |
| Estados Unidos (Bubbling Under Hot 100 Singles) | 16             |
| Estados Unidos (Dance Club Songs)               | 26             |
| Estados Unidos (Rolling Stone Top 100)          | 50             |
| Hungría (Single Top 40)                         | 26             |
| Hungría (Stream Top 40)                         | 36             |
| Irlanda (IRMA)                                  | 35             |
| Nueva Zelanda Hot Singles (RMNZ)                | 18             |
| República Checa (Singles Digitál Top 100)       | 49             |